# 山号寺号
『山号寺号』（さんごうじごう）は、古典落語の演目。『恵方詣り』（えほうまいり）とも。
登場人物が言葉遊びを繰り広げる、非常に短い噺。この言葉遊びは、寄席の大喜利における古典的な出題としても知られる。同様の言葉遊びは上方落語の初代露の五郎兵衛が1707年（宝永4年）に出版した笑話本『露休置土産』の「はやる物は山号寺号」や、江戸の小咄本『写本肘まくら軽口噺』（天明年間）の「楊枝娘」、『甲子夜話』にみられる。

## あらすじ
ある商家の若旦那が、なじみの幇間・一八と出会う。一八が「どこへ行くんですか」とたずねると、若旦那は「浅草の観音様だ」と答える。「ああ、金龍山浅草寺ですか」「俺が行くのは浅草だよ」「ですから、あそこは本当は金龍山浅草寺というんです。お寺には『なになに山なになに寺』という正しい呼び名があり、この山号と寺号を合わせた『山号寺号』というのが、どこにでもあります」
それを聞いた若旦那は「どんなところにも山号寺号があるんだな」と念を押して、「この場にもあるか。もしあったら金をたんとやる」と一八に迫る。
一八は頓智をきかせ、「あそこでおばさんが縁側を拭いてますね。『おかみさん拭きそうじ』」「乳母（おんば）さんが子供を抱いている。『乳母さん子を大事』」などと、次々に「山号寺号」を披露する（以下は一例。演者により異なる）。
- 看護婦さん赤十字
- 車屋さん広小路
- 自動車屋さんガレージ
- 時計屋さん今何時
- 肉屋さんソーセージ
- お医者さんイボ痔
- 清子さん水前寺

一八に所持金をほとんど巻き上げられてしまった若旦那は、「今度は私がやろう」と言うなり、金で満杯になった一八の財布を取り上げてふところに入れ、「一目散随徳寺（いちもくさん ずいとくじ）」と言って逃げる（「随徳寺」とは、「跡をずいとくらます」ことを意味する古い地口）。逃げられた一八は、
「南無三、し損じ」

## バリエーション
若旦那が参拝する寺院を成田山新勝寺とする演じ方がある。